# Сория, Карлос
Карлос Сория Фонтана (Авила, Испания, 5 февраля, 1939) — испанский альпинист, взошедший на десять гор более 8 тыс. метров после 60 лет, старейший человек в истории, который успешно поднялся на К2 (65 лет), Броуд-Пик (68), Макалу (69), Гашербрум I (70), Манаслу (71 год), Канченджанга (75 лет) и Аннапурну (77 лет).

## Начало
Впервые проявил интерес к альпинизму в возрасте всего 14 лет, когда решил подняться на Сьерра-де-Гвадаррама (автономное сообщество Мадрид и провинция Сеговия, Испания) в сопровождении друга, Антонио Рианьо. Это было первым из многих его восхождений, пока в возрасте 21 года он не перешёл в совершенно другую категорию: в сопровождении ещё одного друга, в 1960 году проделал на мотороллере Vespa всю дорогу до Альп для намного более сложного восхождения.
В 1968 году был в составе первой испанской альпинистской экспедиции в Россию, поднявшейся на Эльбрус, самую высокую гору Европы (5642 м); в 1971 году отправился в экспедицию на Денали (Мак-Кинли) на Аляске (6194 м) — самую высокую гору в Северной Америке.
В 1973 и 1975 годах принимал участие в первых испанских экспедициях в Гималаи (руководители: исп. Jerónimo López и исп. Gerardo Blázquez), осуществившими первое испанское восхождение на восьмитысячник. Сория покорил свой первый восьмитысячник только 17 лет спустя после первой попытки, а на Манаслу впервые поднялся в 2010 году — через 37 лет спустя после первой попытки.
Большую часть экспедиций Сория провёл без участия других альпинистов, лишь прибегая к услугам шерп и носильщиков, в частности, Мукту Шерпа (Muktu Sherpa) сопровождал его в шести экспедициях и четырёх подъёмах на восьмитысячники (К-2, Шишабангма, Манаслу и Лхоцзе).
Восхождение 2004 года на К2 (8611 м) состоялось в возрасте 65 лет (австриец Курт Димбергер сделал это в возрасте 54-х лет); соло-восхождение в 2008 без кислорода на Макалу (8463 м) — привлекло широкое внимание альпинистского сообщества.

## Восхождения на восьмитысячники
1. Нанга Парбат (8125 м), Пакистан, 1990
2. Гашербрум II (8035 м), Китай/Пакистан, 1994
3. Чо-Ойю (8201 м), Китай/Непал, 1999
4. Эверест (8848 м), Китай/Непал, 2001
5. К2 (8611 м), Китай/Пакистан, 2004
6. Броуд пик (8047 м), Китай/Пакистан, 2007
7. Макалу (8465 м), Китай/Непал, 2008
8. Гашербрум I (8068 м), Китай/Пакистан, 2009
9. Манаслу (8156 м), Непал, 2010
10. Лхоцзе (8516 м), Китай/Непал, 2011
11. Канченджанга (8586 м), Непал, 2014
12. Аннапурна (8091 м), Непал, 2016

## Рекорды и достижения
- Старейшим человеком поднялся на К2 (8611 м), Броуд-Пик (8047 м), Макалу (8463 м), Манаслу (8163 м), Лхоцзе (8516 м), Канченджангу (8586 м) и Аннапурну (8091 м).
- Единственный альпинист в мире, поднявшийся на десять вершин более 8 тыс. метров после 60-ти лет
- 12 вершин выше 8000 метров
- Выполнил программу Семь  вершин - восхождение на 7 высочайших вершин 7 континентов: Эльбрус (Европа — 1968), Денали (Мак-Кинли) (Северная Америка — 1971), Аконкагуа (Южная Америка — 1986), Эверест (Азия — 2001), пик Винсона (Антарктида — 2007), Джая (Океания — 2010) и Килиманджаро (Африка — 2010).

## Награды
- Серебряная медаль «За спортивные достижения», высший Совет Испании по спорту, 2011.
- Лауреат Национальной Премии Испанского Географического Общества.
- Золотая медаль, Peñalara Королевского общества в 1991, 1994, 2000, 2002 и 2004 годах.
- Серебряная медаль «За спортивные достижения», областного правительства Мадрида.
- Золотая медаль испанской Федерации альпинизма, 1968, 1971 и 1975.
- «Спортсмен года», испанская Федерация альпинизма, 1976.
- Спортсмен года, испанский Лыжный Федерации, 1979.
- Ко вхождению в королевское «Общество спортивных достижений» с бронзовой медалью он был представлен Хуаном Карлосом I, королём Испании, в 2001 году.

### Интервью и публикации
- «Informe Robinson», Canal Plus, February 2011. Part 1 на YouTube
- «Informe Robinson», Canal Plus, February 2011, Part 2 на YouTube
- «Аль фило де ло невозможное», rtve, в декабре 2011 года
- Газета «Эль Паис», ноябрь 2011
- Радио кадена сер, ноябрь 2011
- Группа Vocento, Октябрь 2011 Г.
- Revista Desnivel, julio de 2008 на YouTube

### Документальные фильмы
- "7-70", by Dani Salas на YouTube
- “The end of loneliness”, by Igapín Cinema and Dokumalia на YouTube
- “Carlos Soria and the K2”, by Avista Multimedia and AXN на YouTube